# Lika Kavjaradze
Lika Kavjaradze (26 octobre 1959, Tbilissi - 11 octobre 2017, Tbilissi) est une actrice géorgienne.

## Filmographie sélective
- 1972 : Quand l'amandier s'est épanoui
- 1972 : Shadrevani
- 1973 : Mshvenieri kostiumi
- 1975 : Kavkasiuri romansi
- 1977 : L'Arbre du désir
- 1977 : Pepela
- 1977 : Satadarigo borbali
- 1978 : Iveria, da sikvaruli
- 1980 : Dyuma na Kavkaze
- 1980 : Shekhvedramde, megobaro...
- 1982 : Demetre II
- 1982 : Zagadka kubachinskogo brasleta
- 1983 : Les Montagnes bleues
- 1985 : Ojakhi
- 1985 : Proshchay, zelen leta
- 1986 : Argonavtebi
- 1987 : Dakarguli saganzuris sadzebnelad
- 1987 : Chidaobas ra unda
- 1988 : Tskhovreba Don Kikhotisa da Sancho Panchosi
- 1989 : Shemsrulebeli 977
- 1990 : Spirali
- 1992 : Le Soleil des insomniaques
- 1992 : Oqros oboba
- 1994 : Chakluli suli
- 1994 : Mkholod ertkhel
- 1998 : Die kaukasische Nacht
- 2012 : Medusa Gorgonas